# 住江工業
住江工業株式会社（すみのえこうぎょう、英: SUMINOE INDUSTRIES CO.,LTD）は、京都府京田辺市に本社・工場を置く鉄道車両や乗用車、バス車両、船舶関連の車両座席のメーカー。
主に陸運及び海運関連の座席製造及び販売を主としている。

## 沿革
- 1943年9月 - 「奈良木材工業」として設立（当時は住江織物〈後のSUMINOE〉の子会社）。
- 1945年10月 - 「住江製作所」に改名、1950年代には軽自動車「住江製作所・フライングフェザー」を製作。
- 1954年2月 - 住江木工を設立し住江製作所より独立（生産品は住江木工が引き継ぐ）。
- 1983年
  - 7月 - 大阪府堺市より現所在地の京都府綴喜郡田辺町（現・京田辺市）に移転。
  - 8月 - 現在の社名である「住江工業」に変更。

## 製品の採用例

### 自動車
自動車座席関連では京田辺市に程近い宇治市に位置していた日産車体京都工場（現・オートワークス京都）との結び付きが強く、その親会社である日産自動車製の車両座席の生産は同社からが多い。またダイハツ工業製の自動車の座席の製造も行っている。

#### 住江工業製座席使用の主要車種
- 日産・サニー（座間工場生産分は綾瀬市のジョンソンコントロールズ(現:en:Adient)製）
- 日産・キャラバン（平塚市の日産車体湘南工場生産分はジョンソンコントロールズ(現:Adient)製）
- 日産・エスカルゴ
- 日産・チェリーキャブ
- 日産・バネット
- 日産・アベニール
- 日産・ウィングロード
- 日産・セレナ
- 日産・シビリアン
- ダイハツ・シャレード

### バス
| クレイドルシート（JRバス関東） |  | クレイドルシート（JRバス関東） |
| クレイドルシート（JRバス関東） |  |                                |

バス座席は同業他社メーカーほどシェアは大きくないが、プレミアムドリーム号の座席に付いては同社の座席が採用されている。また、ドリーム号及び昼特急の一部車両も住江工業開発のチルト機能を付加した座席を採用している。西日本JRバスでは「クレイドルシート」と称している。

### 鉄道車両
JRグループ旅客会社6社の内東海旅客鉄道（JR東海）を除く5社で同社の座席が採用されている他、近畿地方大手私鉄5社全社でも使用されている。1990年代以降は住江工業製座席があまり普及していなかった関東地方大手私鉄も東京地下鉄や東武鉄道と言った一部事業者で採用を行っている。
その他の事業者では東葉高速鉄道（2000系電車）等でも同社製の座席を採用。また首都圏新都市鉄道所属車両はTX-1000系とTX-2000系の全座席が住江工業製である（TX-3000系は同社製ではなく日立製作所製を採用）。首都圏新都市鉄道で採用されている座席の一部は通勤形電車でありながらテーブルを採用しているものもある。この他にも近鉄のシリーズ21のロングシートの座席は全て住江工業製となっている。またTJライナーに使用される車両（東武50090型）のマルチシートは同社の座席である。
東武50090型で採用されたデュアルシート（クロスシートとロングシートとに転換できる座席）は、これまで同社製座席の採用実績の無かった鉄道会社からも注目を浴びたが、後に投入された同社の70090型では住江工業製ではなくライバル会社の1つである天龍工業製を採用した。
代表的なものとしては、東日本旅客鉄道（JR東日本）のSL銀河用気動車であるキハ141系気動車の座席などの室内内装部品や九州旅客鉄道（JR九州）のななつ星 in 九州用客車である77系客車のスイートルームベッドなどがある。
同社製の鉄道車両用の座席のクッション材で使用されている成型綿は回収の上でリサイクル可能としている（成型綿リサイクルシステム（住江工業公式HP内）。

### 船舶
両備運輸、JR九州高速船（ビートル）等で同社の座席が採用されている。

### その他
西武ドームの一塁側および三塁側ベンチのシートの製造も手掛けている。

## 事業所
本社
- 京都府京田辺市大住池ノ端1番地の1（京阪バス 中島橋バス停下車、京都府道22号八幡木津線沿い）

湘南工場
- 神奈川県平塚市田村1丁目7番16号

九州工場
- 福岡県行橋市大字稲童字長迫662番53号